# Juan Vázquez de Coronado
Pour les articles homonymes, voir Vásquez (homonymie) et Coronado.
Juan Vázquez de Coronado y Anaya (Salamanque, Couronne d’Espagne, 1523 - Sanlúcar de Barrameda, Empire espagnol, octobre 1565) était un conquistador espagnol qui a participé à plusieurs expéditions de pacification en Amérique centrale entre 1540 et 1565, occupant des postes de dirigeant au Guatemala, au Honduras, au Salvador, au Nicaragua et au Costa Rica.

On se souvient surtout de lui comme d’un conquérant du Costa Rica, une province de l’empire espagnol considérée à cette époque comme la plus méridionale et inhospitalière. Il y montra son sens humanitaire et sa capacité à négocier et à former des alliances avec des rois autochtones.

## Biographie
Juan Vázquez de Coronado était le fils de Gonzalo Vázquez de Coronado et de Catalina de Anaya, et neveu de Francisco Vázquez de Coronado. Il n'avait que 17 ans lorsqu'il arriva en Amérique espagnole, et il s'installa d'abord à Mexico, puis au Guatemala, où il commença à occuper des postes officiels.

Il participa aux actions de conquête du Guatemala et du Salvador actuels; Il a été alcalde de la ville de Santiago du Guatemala - aujourd'hui Antigua Guatemala - où il s'est marié en 1548 avec Isabel Arias Dávila y Poblete, proche parente de Pedro Arias Dávila, gouverneur de la Castille d'Or et du Nicaragua.

En 1562, il est mis à la tête de la province de Nouvelle Cartage et Costa Rica (Nueva Cartago y Costa Rica) comme Grand Alcalde. En 1563, il fonda la ville de Cartago dans la vallée de Guarco, à l'est de la Vallée Centrale.

En 1564, il se rendit en Espagne à la recherche d'aide pour continuer ses activités. En 1565, le roi Philippe II le nomma gouverneur du Nicaragua et gouverneur à vie de la province du Costa Rica, avec un titre héréditaire d'Adelantado du Costa Rica, doté d'un revenu annuel. De même, une seigneurie territoriale costaricienne, également héréditaire, lui fut attribuée.
Mais il fit naufrage alors qu'il rentrait au Costa Rica en 1565. Son titre d'Adelantado a été hérité par son premier-né, Gonzalo Vázquez de Coronado y Arias Dávila.

## Expéditions au Costa Rica

### Première expédition en 1562
En 1562, Juan Vázquez de Coronado, alcalde du Nicaragua, participa à deux expéditions au Costa Rica, la première en pénétrant dans le Guanacaste depuis le Nicaragua, puis à Quepos et à Coto, dans le Pacifique central. Il devint alcalde du Costa Rica y Nueva Cartago. En septembre 1562, il rencontra les rois autochtones de Bagaces, des Cotanes et des Zapandíes, placés sous l'autorité du Corrégidor de Nicoya, pour sécuriser l'entrée dans la vallée centrale. Il tenta de réprimer la rébellion du roi Garabito, monarque des huetares occidentaux, réfugié dans le royaume des Botos, sans pouvoir le retrouver.

Après cela, il convoqua les autres rois de la vallée, dont le premier à apparaître fut Aczarri, roi d'Aserrí, vassal du seigneur de Guarco, roi des huetares de l'Est. Vázquez de Coronado obtint leur alliance et marcha sur Quepos où, finalement, il fut bien reçu, avec des cadeaux en or. Les colons espagnols s'installèrent dans cette région au riche terroir agricole. Vázquez de Coronado réussit à prendre possession du royaume oriental des huetares (la vallée de Guarco désormais dirigée par le cacique Correque), bien qu’il doive encore faire face aux huetares occidentaux rebelles dirigés par Garabito et au prince Quizarco, frère de Coquiba, roi de Pacacua.

### Fondation de Cartago en 1563. Seconde expédition en 1564-1565
« J'ai fondé une ville dans la vallée, près de deux rivières,(...) elle a beaucoup de terre à blé et à maïs, elle a le climat de Valladolid, du beau sol et un beau ciel. J'ai nommé cette ville Cartago. » Juan Vázquez de Coronado (1563) 

La fondation de la ville intervint après la soumission des Huetares orientaux du Guarco. Mais le site se révéla inondable, et il fallut assez rapidement transférer la ville plus à l'ouest.

Une seconde expédition partit vers la cordillère de Talamanca, à la recherche de la province réputée de l'Ara, dans le bassin du rio Tarire (affluent du rio Sixaola), célèbre pour avoir de riches gisements d'or. Arrivé dans la région caraïbe, Juan Vázquez de Coronado trouva les gisements convoités, et négocia la paix avec les Indiens locaux. 

De retour à Cartago, il dut face à une nouvelle rébellion indienne, et décida de partir en Espagne chercher le soutien du roi Philippe II. Il périt dans le naufrage du retour en 1565, sur la célèbre et dangereuse barre de l'estuaire du Guadalquivir, la barre de Sanlúcar.